# NextMove
NextMove est un pôle de compétitivité français à vocation internationale destiné à l'innovation dans le secteur de l'automobile et des mobilités, implanté principalement en Normandie et en Île-de-France. Il fédère un large éventail d'acteurs pour développer les solutions de mobilité de demain.

## Historique
Créé en 2006 sous le nom de Mov'eo, issu de la fusion entre les pôles Vestapolis (Yvelines) et Normandy Motor Valley (Normandie) le pôle de compétitivité avait pour mission initiale de stimuler la recherche et le développement dans le domaine de la mobilité et de l'automobile. Cette initiative s'inscrivait dans le cadre de la politique gouvernementale menée par le Premier ministre Jean-Pierre Raffarin, visant à renforcer la compétitivité industrielle française à travers la création de pôles de compétitivité.
En novembre 2019, Mov'eo a fusionné avec l'Association Régionale des Industries Automobiles de Normandie (ARIA Normandie) et le Réseau Automobilité & Véhicules en Île-de-France (RAVI). Cette union avait pour objectif de regrouper l'ensemble de la chaîne de valeur de la filière automobile et mobilités, de la conception à la commercialisation. En janvier 2021, cette nouvelle entité a adopté la marque NextMove, symbolisant une vision tournée vers l'avenir et l'innovation dans le secteur de la mobilité.

## Financeurs et soutiens
NextMove bénéficie du soutien financier et institutionnel de plusieurs acteurs majeurs, notamment :
- Union Européenne : à travers divers programmes de financement destinés à la recherche et à l'innovation.
- État français : via des ministères et agences nationales impliqués dans le développement industriel et technologique.
- Régions Normandie et Île-de-France : qui soutiennent activement les initiatives locales en matière de mobilité et d'automobile.
- Direction Générale de l'Armement (DGA) : participant au financement de projets liés à la défense et à la sécurité.

## Activités du pôle
NextMove se consacre à plusieurs activités-clés pour promouvoir l'innovation et la compétitivité dans le secteur de la mobilité :
- Accompagnement de projets R&D : soutien aux initiatives de recherche et développement, de la conception à la mise sur le marché
- Développement industriel : aide à l'industrialisation des solutions innovantes, en facilitant les partenariats entre les différents acteurs de la chaîne de valeur
- Formation : proposition de programmes de formation pour renforcer les compétences des professionnels du secteur et anticiper les évolutions technologiques
- Veille technologique et stratégique : analyse des tendances du marché et des avancées technologiques pour orienter les stratégies des membres
- Animation de l'écosystème : organisation d'événements, de conférences et de workshops pour favoriser les échanges et les collaborations entre les membres

## Accompagnements proposés par NextMove

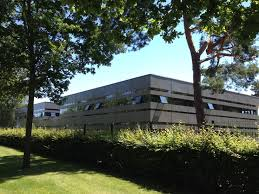
Siège social de NextMove, Pôle de compétitivité Automobile & Mobilités, dans les locaux d'Innovapôle 76 (CCI) à Saint-Étienne-du-Rouvray

Pour répondre aux besoins spécifiques de ses membres, NextMove propose une gamme de services adaptés :
- Suivi personnalisé : accompagnement stratégique individualisé, accès prioritaire aux opportunités et connexions réseau ciblées
- Réseau & écosystème : expansion du réseau professionnel, gain de temps dans la recherche de partenaires ou de clients et opportunités accrues
- Expertise & labellisation de projets : accès facilité aux financements, renforcement de la crédibilité et de la visibilité, et optimisation des chances de succès des projets
- Orientation vers les guichets de financement : sélection des dispositifs de financement régionaux, nationaux et européens les plus adaptés aux projets
- Veille sectorielle : accès à des informations stratégiques et analyses approfondies du marché pour une prise de décision éclairée
- Notoriété & visibilité : promotion des solutions des membres via les canaux de communication de NextMove, participation à des événements et publications stratégiques

## Technologies & Expertises
NextMove adresse des thématiques technologiques variées et s’appuie sur un large panel d’experts issus d’entreprises industrielles, de startups innovantes, de centres de recherche et laboratoires, et d’institutions académiques. Ces experts contribuent à la dynamique du pôle à travers des comités thématiques.

### Mobility Business Accelerator
NextMove accompagne le développement des startups et PME innovantes du secteur des mobilités via son Mobility Business Accelerator. Cet accélérateur aide les jeunes entreprises à structurer leur offre, à identifier leurs marchés et à trouver des partenaires industriels.

### Chaînes de Traction et Gestion de l’Énergie
L’électrification et la gestion énergétique sont au cœur des enjeux de la mobilité durable. NextMove travaille sur :
- Les nouvelles chaînes de traction : électrification, hybridation et motorisations alternatives (hydrogène, biocarburants).
- Les systèmes de gestion énergétique : optimisation des batteries, développement des piles à hydrogène et intégration des énergies renouvelables.
- Les infrastructures associées : réseaux de recharge rapide, smart grids et solutions de stockage.

Ce domaine mobilise des industriels majeurs (constructeurs et équipementiers automobiles), des laboratoires spécialisés, ainsi que des startups développant des solutions innovantes.

### Matériaux, Confort et Environnements
L’évolution des matériaux est essentielle pour répondre aux enjeux d’allègement des véhicules, de durabilité et de confort des passagers. NextMove explore :
- Les matériaux avancés (composites, polymères haute performance, alliages légers).
- L’éco-conception : recyclabilité, impact environnemental des composants.
- L’amélioration du confort : réduction des vibrations et du bruit, amélioration des interfaces homme-machine.

Des groupes industriels, tels que Michelin, Plastic Omnium et Faurecia, sont impliqués dans ces développements aux côtés de centres de recherche en matériaux et acoustique.

### Solutions de Mobilité Intelligente et Sûre
NextMove favorise le développement de solutions innovantes pour la mobilité intelligente, notamment :
- Les systèmes de conduite automatisée et autonome.
- La connectivité des véhicules et les infrastructures intelligentes.
- Les dispositifs avancés de sécurité (vision augmentée, ADAS - systèmes d’aide à la conduite).

Ces travaux associent startups deeptech, grands équipementiers automobiles, et centres de recherche spécialisés en intelligence artificielle et en cybersécurité.

### Excellence Industrielle et Opérationnelle
L’industrie automobile et mobilité connaît une transformation majeure avec l’usine du futur et l’industrialisation 4.0. NextMove accompagne les entreprises sur :
- L’optimisation des processus industriels (lean manufacturing, automatisation).
- La digitalisation de la production (jumeaux numériques, maintenance prédictive).
- L’intégration des principes d’économie circulaire.

Les experts industriels et académiques du pôle viennent de structures comme Renault, PSA-Stellantis, CEA Tech et Arts et Métiers ParisTech.

### Comité Opérationnel
Le Comité Opérationnel de NextMove rassemble des experts issus de l’industrie et du monde académique pour piloter les stratégies d’innovation et structurer les projets en cohérence avec les évolutions du marché et des réglementations. Il joue un rôle clé dans l’orientation des activités du pôle et l’identification des priorités technologiques.

## Membres & Ecosystème
NextMove compte plus de 550 membres, dont :
- Des startups et PME innovantes développant des technologies de rupture.
- Des équipementiers et constructeurs automobiles impliqués dans la transformation du secteur.
- Des centres de recherche et universités spécialisés en ingénierie automobile et en mobilités durables.
- Des collectivités et institutions publiques soutenant l’innovation dans la mobilité.

## Réseaux en France et en Europe

### Réseaux en France
NextMove est un acteur clé de l’écosystème automobile et mobilités en France. Il collabore étroitement avec plusieurs organisations et pôles d’innovation pour favoriser le développement des technologies et des filières industrielles :
- PFA – Filière Automobile & Mobilités : NextMove est un membre actif de la Plateforme Filière Automobile et Mobilités, qui fédère l’ensemble des acteurs de l’industrie automobile en France. Cette entité joue un rôle structurant en matière de compétitivité, d’innovation et d’orientation stratégique pour la filière.
- Réseau des Pôles de Compétitivité : NextMove collabore avec plusieurs pôles de compétitivité spécialisés en technologies connexes, notamment :
  - CARA (mobilités durables et intelligentes en Auvergne-Rhône-Alpes),
  - ID4MOBILITY (mobilité intelligente dans l’Ouest de la France),
  - Pôle Véhicule du Futur (mobilité et transition énergétique dans le Grand Est).
- VEDECOM (Institut de Transition Énergétique) : partenaire-clé pour les technologies de véhicules autonomes, électrification et mobilité partagée.
- I-Trans (Pôle de compétitivité destiné aux transports) : collaboration pour les développements liés aux transports ferroviaires et logistiques.
- Instituts et laboratoires de recherche : NextMove s’appuie sur plusieurs centres académiques et techniques pour ses activités d’innovation :
  - IFP Énergies Nouvelles (énergies et motorisations alternatives),
  - CEA Tech (microélectronique, batteries, hydrogène),
  - Arts et Métiers ParisTech (industrie 4.0, mécatronique, robotique),
  - UTC Compiègne (systèmes embarqués et mobilité connectée).
- Clusters et associations sectorielles :
  - AIF (Alliance Industrie du Futur) : NextMove participe aux travaux sur la digitalisation de l’industrie et l’usine du futur.
  - AVERE France : collaboration autour du développement de la mobilité électrique et des infrastructures de recharge.
  - CNC (Comité National de la Conduite Connectée) : contribution à l’élaboration des normes et réglementations pour la connectivité des véhicules.

### Réseaux en Europe
NextMove a une forte dimension européenne et s’inscrit dans plusieurs initiatives et projets de coopération à l’échelle continentale. L’objectif est de renforcer l’intégration des entreprises et centres de recherche français dans les grands programmes européens d’innovation.
- EUCAR (European Council for Automotive R&D) : NextMove participe aux travaux de ce conseil regroupant les principaux constructeurs automobiles européens, avec pour objectif d’orienter la recherche et le développement de technologies clés (électromobilité, hydrogène, digitalisation, automatisation).
- ERTICO ITS Europe : Plateforme européenne dédiée aux systèmes de transport intelligents. NextMove y contribue sur les sujets liés aux véhicules autonomes, à la mobilité connectée et à l’interopérabilité des infrastructures.
- EARPA (European Automotive Research Partners Association) : Réseau regroupant des instituts de recherche et des centres techniques spécialisés dans les technologies automobiles avancées.
- Clusters et projets collaboratifs européens :
  - E-VIA (European Green Vehicles Initiative) : NextMove est impliqué dans des projets financés par l’UE pour développer les nouvelles générations de véhicules électriques et hybrides.
  - Hydrogen Europe : participation aux travaux européens sur l’hydrogène appliqué à la mobilité.
  - Battery2030+ : programme stratégique sur le développement des batteries de nouvelle génération, visant à améliorer la performance, la durabilité et la recyclabilité.
- Horizon Europe & Fonds Européens :
  - NextMove accompagne ses membres dans le montage et la labellisation de projets européens financés par Horizon Europe.
  - Le pôle est aussi partenaire de programmes Interreg et EIT Urban Mobility, facilitant la coopération entre acteurs industriels et académiques de plusieurs pays.
- Projets et plateformes transfrontalières :
  - France-Allemagne : coopération sur l’électromobilité en lien avec les clusters allemands de la mobilité (comme ACOD en Bavière et e-mobil BW dans le Bade-Wurtemberg).
  - France-Belgique-Pays-Bas : participation à des projets de smart mobility dans le cadre du Benelux Automotive Network.

## Impact des réseaux de NextMove
L’implication de NextMove dans ces réseaux nationaux et européens permet : 
- Un accès privilégié aux financements publics et privés pour ses membres, à l’échelle française et européenne
- Une participation aux décisions stratégiques sur l’avenir de la filière automobile et mobilités
- Une accélération des collaborations technologiques entre entreprises, startups et centres de recherche
- Un rayonnement international des innovations portées par ses membres

## Success Stories des membres de NextMove
Le Book Success Stories de NextMove est une publication qui met en lumière les projets marquants accompagnés par le pôle de compétitivité. Il illustre la diversité des réussites issues de l’écosystème NextMove, depuis ses débuts sous le nom de Mov'eo jusqu’à aujourd’hui.

### Un recueil d’innovations et de collaborations réussies
Depuis sa création, NextMove a soutenu de nombreux projets industriels et technologiques, contribuant à structurer l’innovation dans la filière automobile et mobilités. Le Book Success Stories regroupe des exemples concrets d’initiatives qui ont bénéficié du soutien du pôle sous différentes formes :
- Montage et labellisation de projets pour accéder aux financements publics et privés
- Mise en relation avec des partenaires industriels et académiques pour accélérer le développement
- Accompagnement à l’industrialisation et à la mise sur le marché des innovations
- Développement international business ou technologique des membres

### Une diversité de succès à travers toute la filière
Les success stories du pôle illustrent la richesse et la diversité des innovations accompagnées, couvrant :
- L’électrification et les nouvelles motorisations (chaînes de traction, batteries, hydrogène).
- La connectivité et la digitalisation des véhicules (logiciels embarqués, cybersécurité, mobilité intelligente).
- Les nouvelles solutions de transport et de mobilité (véhicules autonomes, mobilités partagées).
- L’optimisation des matériaux et des équipements automobiles (habitacles, allègement, confort).
- L’excellence industrielle et la modernisation des process de production.

📌 Pour découvrir les projets emblématiques accompagnés par NextMove, consultez le Book Success Stories